# Petra Hoffmann
Petra Hoffmann ( 1968 - ) es una botánica y fisióloga vegetal alemana que desarrolla actividades académicas en el "Instituto de Bioquímica Vegetal", Academia de Ciencias de la RDA, Halle, a orillas del río Saale.

## Algunas publicaciones
- maria s. Vorontsova, petra Hoffmann, olivier Maurin, mark w. Chase. 2007. Phylogenetics of tribe Poranthereae (Phyllanthaceae). Am. J. of Botany 94 (12) : 2026 - 2040

- La abreviatura «Petra Hoffm.» se emplea para indicar a Petra Hoffmann como autoridad en la descripción y clasificación científica de los vegetales.[1]